# شريف فتحي
شريف فتحي علي عطية هو وزير السياحة والآثار المصري بداية من 3 يوليو 2024 في وزارة مصطفى مدبولي الثانية، شغل سابقًا وزير الطيران المدني المصري، وكان يعمل برئيس مجلس إدارة الشركة القابضة لمصر للطيران تم تعيينه بقرار من وزير الطيران المدني السابق حسام كمال أبو الخير خلفاً للطيار سامح الحفنى.

## حياته
- برنامج إلادارة نحو التغيير بمونتريال وجنيف.[2]
- برنامج إدارة الجودة من المنظمة الأوروبية لإدارة الجودة بأمستردام.[2]
- برنامج الإدارة بالمنظمة الأمريكية للإدارة في مجالات ( القيادة ، الإدارة ، الشؤون المالية ، التسويق ) ، وكذلك عدة دورات في مجال إدارة المفاوضات ( إدارة الأزمات ، الاتفاقيات الحكومية الدولية ، القضايا البيئية والسياسية ).[3]

## حياته المهنية
تقلد شريف فتحى العديد من المناصب في العديد من دول العالم يذكر منها:
- المدير الاقليمى في الخطوط الجوية الملكية الهولندية وخطوط نورث ويست الجوية الأمريكية.[5]
- المدير الاقليمى للاتحاد الدولى للنقل الجوى ( الأياتا ) في الشرق الأوسط وشمال أفريقيا .
- مستشارا لرئيس مجلس إدارة الشركة القابضة لمصر للطيران ومدير عام إدارة تعظيم العائد و المنظمات الدولية بمصر للطيران.[6]
- رئيس مجلس إدارة شركة إير كايرو.[7]
- المدير التنفيذى لشركة العربية للطيران.[7]